# 宮廷料理人ヴァテール
『宮廷料理人ヴァテール』（Vatel ）は、2000年のフランス/ベルギー/イギリス映画。実在した料理人フランソワ・ヴァテールを描いた作品。
第73回アカデミー賞美術賞ノミネート。第26回セザール賞美術賞受賞。

## キャスト
※括弧内は日本語吹替
- フランソワ・ヴァテール：ジェラール・ドパルデュー（金子由之）
- アンヌ・ド・モントージェ：ユマ・サーマン（深水由美）
- ローザン侯爵：ティム・ロス（家中宏）
- コンデ公ルイ2世：ジュリアン・グローヴァー（益富信孝）
- ルイ14世：ジュリアン・サンズ（若本規夫）
- グルヴィル男爵：ティモシー・スポール（大川透）
- フィリップ王弟殿下：マーレイ・ラクラン・ヤング（中多和宏）
- コルベール： ハイウェル・ベネット（廣田行生）
- コンデ大公主治医ブルドゥロ：リチャード・グリフィス（島香裕）
- コンデ公夫人：アリエル・ドンバール（加藤沙織）
- ロングヴィル公夫人：フィリピーヌ・ルロワ＝ボリュー
- 王妃：ナタリー・セルダ
- ラ・ヴァリエール夫人：エミリー・オハナ
- コラン：ニック・ロビンソン（出口佳代）
- ローザンの秘書：ニコラス・ホートリー（土田大）
- ドゥモリ：セバスチャン・デヴィス（河野智之）
- モンテスパン夫人：マリーヌ・デテルム（堀江真理子）
- エフィア侯爵(王弟の恋人)：ジェローム・プラダン（花輪英司）
- ロシュフォール：（三宅健太）
- アルカレ：フェオドール・アトキーヌ（岩田安生）
- 下男#1：（長嶝高士）
- 取巻き#3：（伊藤栄次）

その他：牧薫子／桜澤凛／清水敏孝